# Philipp Becker
Philipp Becker (21 de Outubro de 1921 - ) foi um comandante de U-Boot que serviu na Kriegsmarine durante a Segunda Guerra Mundial.

## Carreira
Philipp Becker iniciou a sua carreira militar ao ingressar na marinha de guerra alemã no ano de 1940. Assumiu o comando do U-794 no dia 1 de setembro de 1944, permanecendo no comando deste até o dia 5 de maio de 1945, quando foram abertos buracos em seu casco para afundar na Baía de Gelting. Não realizou nenhuma patrulha de guerra.

### Patentes
| Oberleutnant zur See (R) | 1 de março de 1944 |

### Condecorações
| Distintivo de Guerra Caça-minas    | 1941                  |
| Cruz de Ferro 2ª Classe            | 1943                  |
| Distintivo de Guerra U-Boot (1939) | 5 de setembro de 1943 |
| Cruz de Ferro 1ª Classe            | 1944                  |